# A Star-Crossed Wasteland
A Star-Crossed Wasteland es el tercer álbum de estudio de la banda estadounidense de metalcore In This Moment. El álbum fue producido por Kevin Churko y fue lanzado en los Estados Unidos el 13 de julio de 2010.

## Historia
Antes de que la banda iniciará su última gira durante 2009, la vocalista Maria Brink había anunciado que ya habían comenzado a escribir canciones para el que sería su próximo álbum y que sería lanzado al verano siguiente. En enero la banda describió en su MySpace los sonidos del nuevo álbum: 
"En cuanto a la dirección que tomará este álbum este será más pesado, con un ambiente más oscuro, será una mezcla de Beautiful Tragedy y The Dream ... somos el tipo de banda que musicalmente hace lo que quiere, desde el corazón, no seguimos las tendencias o modas, el nuevo álbum de ITM no será la excepción, estamos escribiendo desde nuestro corazón y les puedo prometer que lo siguiente que se oíra de nosotros será 100% real"
En febrero de 2010 la banda comenzó el proceso de producción del álbum en Las Vegas junto a Kevin Churko, que ya había producido The Dream, su álbum anterior.
En enero de 2009 Maria Brink había revelado dos títulos de las nuevas canciones del álbum en su sitio web, "The Gun Show" y "World in Flames". Líricamente, Brink se inspiró en su vida personal, describiendo sus experiencias en el título y significado del álbum. 
El sonido del álbum toma elementos de Beautiful Tragedy y The Dream, pero con un sonido más oscuro y pesado. Chris Howorth describe: "Entramos en una dirección más pesada en este álbum. Sentimos que es nuestra definición de álbum. Son la combinación adecuada de la agresión y la melodía". Howorth también presta su voz para los coros de varias canciones.

## Ventas y recepción de la crítica
A Star-Crossed Wasteland debutó en el número 40 del Billboard 200 de los Estados Unidos, vendiendo más de 10,000 copias en su semana de lanzamiento. En comparación con The Dream que debutó el número 73 del Billboard vendiendo 8,000 copias en su primera semana. 
En general el álbum ha recibido comentarios positivos por parte de la crítica. The NewReview le dio al álbum 4 de 5 y declaró que "la banda ha llevado a cabo una obra monumental". El diario Boston Herald dijo sobre Maria Brink que "su voz es un rugido emocional y que es más que una cara bonita". MSN Music llamó al disco "poderoso" y que es "una de las cosas más pesadas que han grabado". El álbum recibió 4,5 de 5 estrellas por parte de la revista Alternative Press, que además afirmó que "la banda ha creado una obra maestra del metal actual". Chad Bower de About.com le dio al álbum 3,5 de 5 estrellas, comentando sobre Maria Brink que "las transiciones entre el canto y el grito son más suaves en esta oportunidad".

## Lista de canciones
| Standard Edition |                            |          |  |
| N.º              | Título                     | Duración |  |
| 1.               | «The Gun Show»             | 4:47     |  |
| 2.               | «Just Drive»               | 3:27     |  |
| 3.               | «The Promise»              | 4:28     |  |
| 4.               | «Standing Alone»           | 3:51     |  |
| 5.               | «A Star-Crossed Wasteland» | 4:31     |  |
| 6.               | «Blazin'»                  | 4:21     |  |
| 7.               | «The Road»                 | 4:04     |  |
| 8.               | «Iron Army»                | 3:27     |  |
| 9.               | «The Last Cowboy»          | 3:54     |  |
| 10.              | «World In Flames»          | 5:21     |  |

Bonus Tracks

| Itunes |             |          |  |
| N.º    | Título      | Duración |  |
| 11.    | «Interview» |          |  |

### Deluxe Edition
| Bonus Tracks |                                        |          |  |
| N.º          | Título                                 | Duración |  |
| 11.          | «Remember»                             |          |  |
| 12.          | «A Star-Crossed Wasteland (Unplugged)» |          |  |

| DVD Contents |                                                    |          |  |
| N.º          | Título                                             | Duración |  |
| 1.           | «Maria & Chris answer fan submitted questions»     |          |  |
| 2.           | «World in Flames (Live Unplugged performance)»     |          |  |
| 3.           | «In The Studio/Making of A Star-Crossed Wasteland» |          |  |
| 4.           | «Getting ready and shopping with Maria on Melrose» |          |  |
| 5.           | «Making of "The Gun Show" video»                   |          |  |

## Personal
In This Moment
- Maria Brink - voz, piano
- Chris Howorth - guitarra líder, coros
- Blake Bunzel - guitarra rítmica
- Kyle Konkiel - bajo
- Jeff Fabb - batería, percusión

Músicos invitados
- Gus G - guitarra en "The Road"
- Adrian Patrick - voces adicionales en "The Promise"

Producción
- Kevin Churko - productor, ingeniería, mezcla, Pro tools
- Kevin Churko - herramientas profesionales, ingeniería
- Anthony Clarkson - obra de arte, diseño
- Mike Gitter - A&R
- Steve Joh - A&R
- Andy Hartmark - fotografía
- Kemnay Churko - fotografía
- Tara Tatangeio - maquillaje, estilista
- Sheri Bodel - diseño de ropa
- Rob "Blasko" Nicholson - gestión

## Fecha de lanzamiento
| País                 | Fecha          |
| -------------------- | -------------- |
| 9 de julio de 2010   | Europa         |
| 12 de julio de 2010  | Reino Unido    |
| 13 de julio de 2010  | Estados Unidos |
| 25 de agosto de 2010 | Japón          |